# Seán Treacy
Seán Treacy, irl. Seán Ó Treasaigh (ur. 22 września 1923 w Clonmel, zm. 23 marca 2018 tamże) – irlandzki polityk, działacz Partii Pracy, wieloletni deputowany. Ceann Comhairle w latach 1973–1977 i 1987–1997.

## Życiorys
Kształcił się w instytucie technicznym CTI Clonmel oraz na University College Cork, uzyskał dyplom z nauk ekonomicznych i społecznych. Był działaczem związków zawodowych i samorządowcem w hrabstwie South Tipperary. W latach 1957–1958 i 1961–1962 pełnił funkcję burmistrza swojej rodzinnej miejscowości.
Zaangażował się w działalność polityczną w ramach Partii Pracy. W 1957 bez powodzenia kandydował do Dáil Éireann. Mandat poselski uzyskał po raz pierwszy w wyborach generalnych w 1961 w okręgu Tipperary South. Z powodzeniem ubiegał się o reelekcję w dziesięciu kolejnych wyborach. W niższej izbie irlandzkiego parlamentu zasiadał przez jedenaście kadencji do 1997, gdy nie zdecydował się na ponowne kandydowanie.
W latach 1981–1984 zasiadał równocześnie w Parlamencie Europejskim I kadencji, pełnił funkcję wiceprzewodniczącego Komisji ds. Polityki Regionalnej i Planowania Regionalnego oraz Komisji ds. Kontroli Budżetu. W latach 1973–1977 i 1987–1997 był przewodniczącym Dáil Éireann.